# Художественная гимнастика на летних Олимпийских играх 2016 — групповое многоборье
Соревнования по художественной гимнастике в групповом многоборье на летних Олимпийских играх 2016 прошли с 20 по 21 августа в спортивно-концертном комплексе «Олимпийская арена Рио».
В квалификационном раунде, состоявшемся 20 августа, приняли участие 14 команд из 14 стран. Лучшие восемь из них по сумме баллов за два упражнения выступили в финале группового многоборья 21 августа.
В финале соревнований команды Испании и Болгарии в сумме набрали одинаковое количество баллов. В результате серебряные медали были присуждены команде Испании, поскольку первым критерием при равенстве баллов, шла сумма за исполнение, а она у испанок оказалась выше (17,866 против 17,766 у болгарок).

## Медалисты
| Золото                                                                                                  | Серебро                                                                                   | Бронза |
| Россия · Вера Бирюкова · Анастасия Близнюк · Анастасия Максимова · Анастасия Татарева · Мария Толкачёва | Испания · Сандра Агилар · Артеми Гавесу · Элена Лопес · Лурдес Моэдано · Алехандра Керида | Болгария · Любомира Казанова · Ренета Камберова · Михаэла Маевска-Величкова · Цветелина Найденова · Христиана Тодорова |

## Квалификация
| Место | Команда | 5      | 6 + 2  | Сумма  | Примечание |
| ----- | --- | ------ | ------ | ------ | ---------- |
| 1     | Испания · Сандра Агилар · Артеми Гавесу · Элена Лопес · Лурдес Моэдано · Алехандра Керида                              | 17,783 | 17,966 | 35,749 | Q          |
| 2     | Россия · Вера Бирюкова · Анастасия Близнюк · Анастасия Максимова · Анастасия Татарева · Мария Толкачёва                | 18,283 | 17,233 | 35,516 | Q          |
| 3     | Беларусь · Анна Дуденкова · Мария Кадобина · Мария Котяк · Валерия Пищелина · Арина Цицилина                           | 17,583 | 17,850 | 35,433 | Q          |
| 4     | Италия · София Лоди · Алессия Маурелли · Марта Паньини · Камилла Патриарка · Мартина Чентофанти                        | 17,516 | 17,833 | 35,349 | Q          |
| 5     | Япония · Кико Йокота · Риэ Мацубара · Сакура Носитани · Саюри Сугимото · Аири Хатакеяма                                | 17,416 | 17,733 | 35,149 | Q          |
| 6     | Израиль · Алёна Кошеватски · Екатерина Левина · Карина Лыхвар · Ида Майрин · Юваль Фило                                | 17,250 | 17,633 | 34,883 | Q          |
| 7     | Болгария · Любомира Казанова · Ренета Камберова · Михаэла Маевска-Величкова · Цветелина Найденова · Христиана Тодорова | 17,566 | 16,616 | 34,182 | Q          |
| 8     | Украина · Анастасия Возняк · Евгения Гомон · Валерия Гудым · Александра Гридасова · Елена Дмитраш                      | 16,950 | 16,866 | 33,816 | Q          |
| 9     | Бразилия · Моргана Гмач · Эмануэль Лима · Джессика Майер · Франсьелли Перейра · Габриэль да Силва                      | 15,766 | 16,883 | 32,649 |            |
| 10    | Германия · Натали Германн · Даниэла Потапова · Юлия Ставицкая · Зина Ткальчевич · Анастасия Хмельницкая                | 15,650 | 16,750 | 32,400 |            |
| 11    | Китай · Чжан Лин · Шу Сияо · Чжао Цзыннань · Ян Э · Бао Юйцын                                                          | 16,333 | 15,800 | 32,133 |            |
| 12    | Узбекистан · Самира Амирова · Валерия Давыдова · Луиза Ганиева · Зарина Курбонова · Марта Ростобурова                  | 14,416 | 16,750 | 31,166 |            |
| 13    | Греция · Иоанна Анагностопулу · Элени Доика · Зои Контогианни · Михаэла Металлиду · Ставрула Самара                    | 15,000 | 15,416 | 30,416 |            |
| 14    | США · Алиса Кано · Натали Макгифферт · Моника Рокман · Кристен Шалдыбин · Киана Эди                                    | 13,908 | 16,316 | 30,224 |            |

## Финал
| Место | Команда | 5      | 6 + 2  | Сумма  |
| ----- | --- | ------ | ------ | ------ |
| 1     | Россия · Вера Бирюкова · Анастасия Близнюк · Анастасия Максимова · Анастасия Татарева · Мария Толкачёва                | 17.600 | 18.633 | 36.233 |
| 2     | Испания · Сандра Агилар · Артеми Гавесу · Элена Лопес · Лурдес Моэдано · Алехандра Керида                              | 17.800 | 17.966 | 35.766 |
| 3     | Болгария · Любомира Казанова · Ренета Камберова · Михаэла Маевска-Величкова · Цветелина Найденова · Христиана Тодорова | 17.700 | 18.066 | 35.766 |
| 4     | Италия · София Лоди · Алессия Маурелли · Марта Паньини · Камилла Патриарка · Мартина Чентофанти                        | 17.516 | 18.033 | 35.549 |
| 5     | Беларусь · Анна Дуденкова · Мария Кадобина · Мария Котяк · Валерия Пищелина · Арина Цицилина                           | 17.283 | 18.016 | 35.299 |
| 6     | Израиль · Алёна Кошеватски · Екатерина Левина · Карина Лыхвар · Ида Майрин · Юваль Фило                                | 17.166 | 17.383 | 34.549 |
| 7     | Украина · Анастасия Возняк · Евгения Гомон · Валерия Гудым · Александра Гридасова · Елена Дмитраш                      | 16.866 | 17.416 | 34.282 |
| 8     | Япония · Кико Йокота · Риэ Мацубара · Сакура Носитани · Саюри Сугимото · Аири Хатакеяма                                | 16.550 | 17.650 | 34.200 |